# ایستگاه قطبی مندل
ایستگاه قطبی مندل (چکی: Mendelova polární stanice) یک ایستگاه پژوهشی متعلق به جمهوری چک در جنوبگان است که در ساحل جزیره جیمز راس قرار دارد. این ایستگاه توسط یک کاشف قطبی چک به نام پاول پروشک تأسیس شد. مراسم گشایش رسمی این ایستگاه در فوریه ۲۰۰۷ برگزار شد و جمهوری چک را به بیست و ششمین کشور دارنده پایگاه علمی در قاره جنوبگان تبدیل کرد. این پایگاه از دارایی‌های دانشگاه ماساریک در برنو است و به نام گرگور مندل، دانشمند هواشناس و پدر ژنتیک مدرن نام‌گذاری شده‌است. به پاس تحقیقات انجام‌شده در این ایستگاه، جمهوری چک یکی از کشورهایی است که در سیستم پیمان جنوبگان حق رأی دارد.